# 5 minuti
5 minuti è un singolo del cantautore italiano Alfa, pubblicato il 29 novembre 2022.

## Descrizione
Il brano, scritto dallo stesso cantautore, è prodotto da Andrea Debernardi e Giulio Nenna ed è dedicato ad'un'amica dell'artista che non c'è più.

## Promozione
Il brano è stato presentato in anteprima il 27 novembre 2022 dallo stesso cantautore durante il suo concerto live al Fabrique di Milano. Inizialmente, l'artista avrebbe dovuto presentare alle audizioni di Sanremo Giovani 2022, ma che a causa di problemi di salute non ha potuto partecipare.

## Video musicale
Il video musicale, diretto da Filiberto Signorello, è stato pubblicato il 9 dicembre 2022 attraverso il canale YouTube del cantautore.

## Tracce
Testi di Andrea De Filippi, musiche di Andrea De Filippi, Andrea Debernardi, Giulio Nenna e Victor Anfray.
1. 5 minuti – 2:47